# Біланан
Біланан (кат. Vilanant) - муніципалітет, розташований в Автономній області Каталонія, в Іспанії. Знаходиться у районі (кумарці) Ал Ампурда провінції Жирона, згідно з новою адміністративною реформою перебуватиме у складі баґарії Жирона.

## Населення
Населення міста (у 2007 р.) становить 328 осіб (з них менше 14 років - 14%, від 15 до 64 - 67,1%, понад 65 років - 18,9%). У 2006 р. народжуваність склала 3 особи, смертність - 7 осіб, зареєстровано 2 шлюби. У 2001 р. активне населення становило 156 осіб, з них безробітних - 4 особи.

Серед осіб, які проживали на території міста у 2001 р., 275 народилися в Каталонії (з них 221 особа у тому самому районі, або кумарці), 19 осіб приїхало з інших областей Іспанії, а 23 особи приїхали з-за кордону. 

Університетську освіту має 14,4% усього населення. 

У 2001 р. нараховувалося 109 домогосподарств (з них 22,9% складалися з однієї особи, 27,5% з двох осіб,17,4% з 3 осіб, 13,8% з 4 осіб, 8,3% з 5 осіб, 7,3% з 6 осіб, 1,8% з 7 осіб, 0,9% з 8 осіб і 0% з 9 і більше осіб).

Активне населення міста у 2001 р. працювало у таких сферах діяльності : у сільському господарстві - 23,7%, у промисловості - 10,5%, на будівництві - 12,5% і у сфері обслуговування - 53,3%. 

 У муніципалітеті або у власному районі (кумарці) працює 65 осіб, поза районом - 112 осіб.

### Безробіття
У 2007 р. нараховувалося 10 безробітних (у 2006 р. - 4 безробітних), з них чоловіки становили 60%, а жінки - 40%.

## Економіка

### Підприємства міста

#### Промислові підприємства
| \| Промислові підприємства міста, за сферою діяльності \| Промислові підприємства міста, за сферою діяльності \| Промислові підприємства міста, за сферою діяльності \| \| Рік \| 2002 р. \| 2001 р. \| \| --------------------------------------------------- \| --------------------------------------------------- \| --------------------------------------------------- \| \| Енергетичні та водні ресурси \| 0% \| 0% \| \| Хімія та метали \| 0% \| 0% \| \| Переробка металів \| 66,7% \| 66,7% \| \| Продукти харчування \| 0% \| 0% \| \| Текстиль \| 0% \| 0% \| \| Виробництво меблів, видання \| 0% \| 0% \| \| Інше \| 33,3% \| 33,3% \| \| Усього підприємств \| 3 \| 3 \| |         |         |
| Промислові підприємства міста, за сферою діяльності |         |         |
| Рік | 2002 р. | 2001 р. |
| Енергетичні та водні ресурси | 0%      | 0%      |
| Хімія та метали | 0%      | 0%      |
| Переробка металів | 66,7%   | 66,7%   |
| Продукти харчування | 0%      | 0%      |
| Текстиль | 0%      | 0%      |
| Виробництво меблів, видання | 0%      | 0%      |
| Інше | 33,3%   | 33,3%   |
| Усього підприємств | 3       | 3       |

#### Роздрібна торгівля
| \| Підприємства роздрібної торгівлі міста, за сферою діяльності \| Підприємства роздрібної торгівлі міста, за сферою діяльності \| Підприємства роздрібної торгівлі міста, за сферою діяльності \| \| Рік \| 2002 р. \| 2001 р. \| \| ------------------------------------------------------------ \| ------------------------------------------------------------ \| ------------------------------------------------------------ \| \| Продукти харчування \| 100% \| 100% \| \| Одяг та взуття \| 0% \| 0% \| \| Товари для дому \| 0% \| 0% \| \| Книги та періодичні видання \| 0% \| 0% \| \| Промислова хімічна продукція \| 0% \| 0% \| \| Продукція, пов'язана з транспортними засобами \| 0% \| 0% \| \| Інше \| 0% \| 0% \| \| Усього підприємств \| 1 \| 1 \| |         |         |
| Підприємства роздрібної торгівлі міста, за сферою діяльності |         |         |
| Рік | 2002 р. | 2001 р. |
| Продукти харчування | 100%    | 100%    |
| Одяг та взуття | 0%      | 0%      |
| Товари для дому | 0%      | 0%      |
| Книги та періодичні видання | 0%      | 0%      |
| Промислова хімічна продукція | 0%      | 0%      |
| Продукція, пов'язана з транспортними засобами | 0%      | 0%      |
| Інше | 0%      | 0%      |
| Усього підприємств | 1       | 1       |

#### Сфера послуг
| \| Підприємства міста, що працюють у сфері послуг, за діяльністю \| Підприємства міста, що працюють у сфері послуг, за діяльністю \| Підприємства міста, що працюють у сфері послуг, за діяльністю \| \| Рік \| 2002 р. \| 2001 р. \| \| ------------------------------------------------------------- \| ------------------------------------------------------------- \| ------------------------------------------------------------- \| \| Гуртова торгівля \| 60% \| 60% \| \| Готелі та готельний бізнес \| 20% \| 20% \| \| Транспорт та зв'язок \| 0% \| 0% \| \| Посередницькі фінансові послуги \| 0% \| 0% \| \| Послуги підприємствам \| 0% \| 0% \| \| Послуги фізичним особам \| 20% \| 20% \| \| Нерухомість та ін. \| 0% \| 0% \| \| Усього підприємств \| 5 \| 5 \| |         |         |
| Підприємства міста, що працюють у сфері послуг, за діяльністю |         |         |
| Рік | 2002 р. | 2001 р. |
| Гуртова торгівля | 60%     | 60%     |
| Готелі та готельний бізнес | 20%     | 20%     |
| Транспорт та зв'язок | 0%      | 0%      |
| Посередницькі фінансові послуги | 0%      | 0%      |
| Послуги підприємствам | 0%      | 0%      |
| Послуги фізичним особам | 20%     | 20%     |
| Нерухомість та ін. | 0%      | 0%      |
| Усього підприємств | 5       | 5       |

## Житловий фонд
У 2001 р. 0,9% усіх родин (домогосподарств) мали житло метражем до 59 м², 20,2% - від 60 до 89 м², 29,4% - від 90 до 119 м² і
49,5% - понад 120 м².

З усіх будівель у 2001 р. 31% було одноповерховими, 63,3% - двоповерховими, 5,7
% - триповерховими, 0% - чотириповерховими, 0% - п'ятиповерховими, 0% - шестиповерховими,
0% - семиповерховими, 0% - з вісьмома та більше поверхами.

## Автопарк
| \| Автомобілі, зареєстровані у місті, за призначенням \| Автомобілі, зареєстровані у місті, за призначенням \| Автомобілі, зареєстровані у місті, за призначенням \| \| Рік \| 2006 р. \| 2005 р. \| \| -------------------------------------------------- \| -------------------------------------------------- \| -------------------------------------------------- \| \| Приватні автомобілі \| 60,6% \| 63,9% \| \| Мотоцикли \| 7,9% \| 8,1% \| \| Вантажівки \| 28,3% \| 25,8% \| \| Трактори \| 0,3% \| 0,3% \| \| Автобуси та ін. \| 2,9% \| 1,9% \| \| Усього автомобілів \| 315 шт. \| 310 шт. \| |         |         |
| Автомобілі, зареєстровані у місті, за призначенням |         |         |
| Рік | 2006 р. | 2005 р. |
| Приватні автомобілі | 60,6%   | 63,9%   |
| Мотоцикли | 7,9%    | 8,1%    |
| Вантажівки | 28,3%   | 25,8%   |
| Трактори | 0,3%    | 0,3%    |
| Автобуси та ін. | 2,9%    | 1,9%    |
| Усього автомобілів | 315 шт. | 310 шт. |

## Вживання каталанської мови
У 2001 р. каталанську мову у місті розуміли 98,1% усього населення (у 1996 р. - 97,7%), вміли говорити нею 92,6% (у 1996 р. - 
91,7%), вміли читати 92,3% (у 1996 р. - 84,6%), вміли писати 49,7
% (у 1996 р. - 36,1%). Не розуміли каталанської мови 1,9%.

## Політичні уподобання
У виборах до Парламенту Каталонії у 2006 р. взяло участь 158 осіб (у 2003 р. - 198 осіб). Голоси за політичні сили розподілилися таким чином:
| \| Вибори до Парламенту Каталонії \| Вибори до Парламенту Каталонії \| Вибори до Парламенту Каталонії \| \| Рік \| 2006 р. \| 2003 р. \| \| -------------------------------------- \| ------------------------------ \| ------------------------------ \| \| Конвергенція та Єднання (CiU) \| 43,7% \| 40,4% \| \| Соціалістична партія Каталонії (PSC) \| 11,4% \| 14,1% \| \| Народна партія (PP) \| 4,4% \| 7,6% \| \| Ініціатива за зелену Каталонію (IC) \| 10,8% \| 0,5% \| \| Республіканська лівиця Каталонії (ERC) \| 24,7% \| 36,4% \| \| Громадянська партія (C's) \| 0% \| 0% \| \| Інші \| 5,1% \| 1% \| |         |         |
| Вибори до Парламенту Каталонії |         |         |
| Рік | 2006 р. | 2003 р. |
| Конвергенція та Єднання (CiU) | 43,7%   | 40,4%   |
| Соціалістична партія Каталонії (PSC) | 11,4%   | 14,1%   |
| Народна партія (PP) | 4,4%    | 7,6%    |
| Ініціатива за зелену Каталонію (IC) | 10,8%   | 0,5%    |
| Республіканська лівиця Каталонії (ERC) | 24,7%   | 36,4%   |
| Громадянська партія (C's) | 0%      | 0%      |
| Інші | 5,1%    | 1%      |

У муніципальних виборах у 2007 р. взяло участь 240 осіб (у 2003 р. - 226 осіб). Голоси за політичні сили розподілилися таким чином:
| \| Муніципальні вибори \| Муніципальні вибори \| Муніципальні вибори \| \| Рік \| 2007 р. \| 2003 р. \| \| -------------------------------------- \| ------------------- \| ------------------- \| \| Конвергенція та Єднання (CiU) \| 36,7% \| 54% \| \| Соціалістична партія Каталонії (PSC) \| 32,5% \| 0% \| \| Народна партія (PP) \| 0% \| 0% \| \| Ініціатива за зелену Каталонію (IC) \| 0% \| 0% \| \| Республіканська лівиця Каталонії (ERC) \| 30,8% \| 46% \| \| Громадянська партія (C's) \| 0% \| 0% \| \| Інші \| 0% \| 0% \| |         |         |
| Муніципальні вибори |         |         |
| Рік | 2007 р. | 2003 р. |
| Конвергенція та Єднання (CiU) | 36,7%   | 54%     |
| Соціалістична партія Каталонії (PSC) | 32,5%   | 0%      |
| Народна партія (PP) | 0%      | 0%      |
| Ініціатива за зелену Каталонію (IC) | 0%      | 0%      |
| Республіканська лівиця Каталонії (ERC) | 30,8%   | 46%     |
| Громадянська партія (C's) | 0%      | 0%      |
| Інші | 0%      | 0%      |